# Communium rerum
La Communium rerum è un'enciclica di papa Pio X, datata 21 aprile 1909 e redatta per celebrare l'ottavo centenario della morte di sant'Anselmo d'Aosta, di cui il papa elogia le opere e la dottrina.